# Апрато (Кунео)
Апрато је насеље у Италији у округу Кунео, региону Пијемонт.
Према процени из 2011. у насељу је живело 142 становника. Насеље се налази на надморској висини од 275 м.